# Phoebemima theaphia
Phoebemima theaphia är en skalbaggsart som först beskrevs av Bates 1881.  Phoebemima theaphia ingår i släktet Phoebemima och familjen långhorningar. Inga underarter finns listade i Catalogue of Life.